# 台城

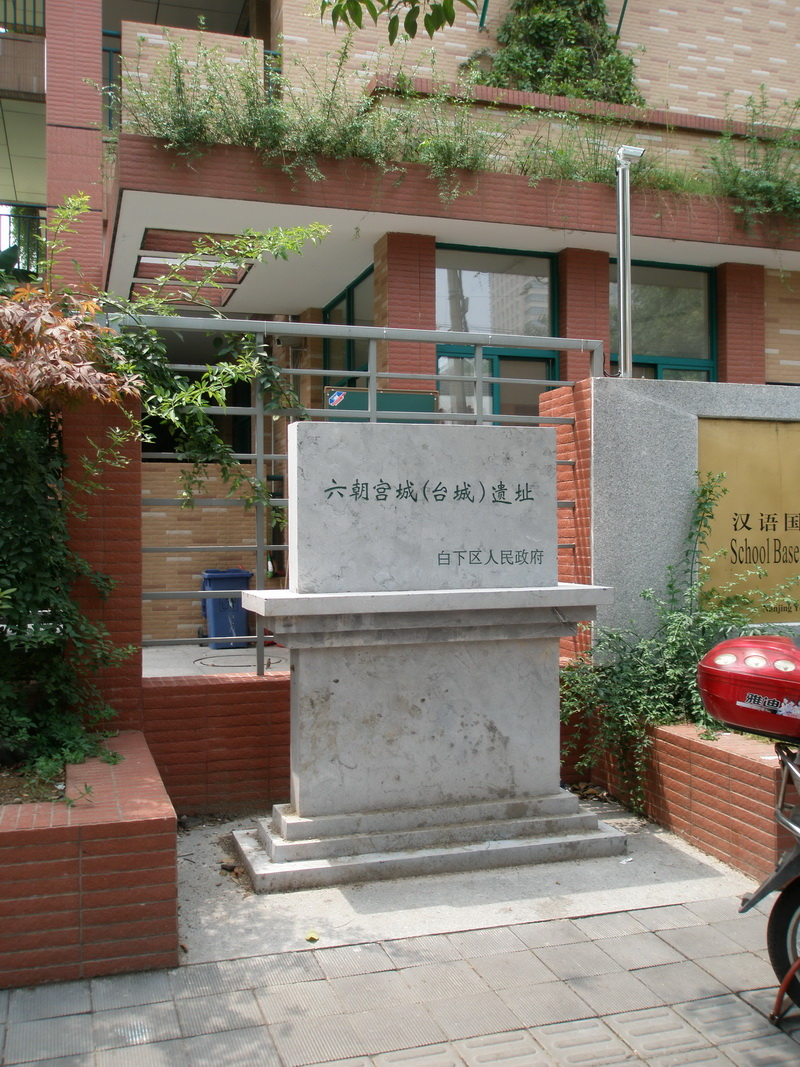
设立于游府西街小学东侧围墙外的遗址标志

南京图书馆地下層的臺城遺址

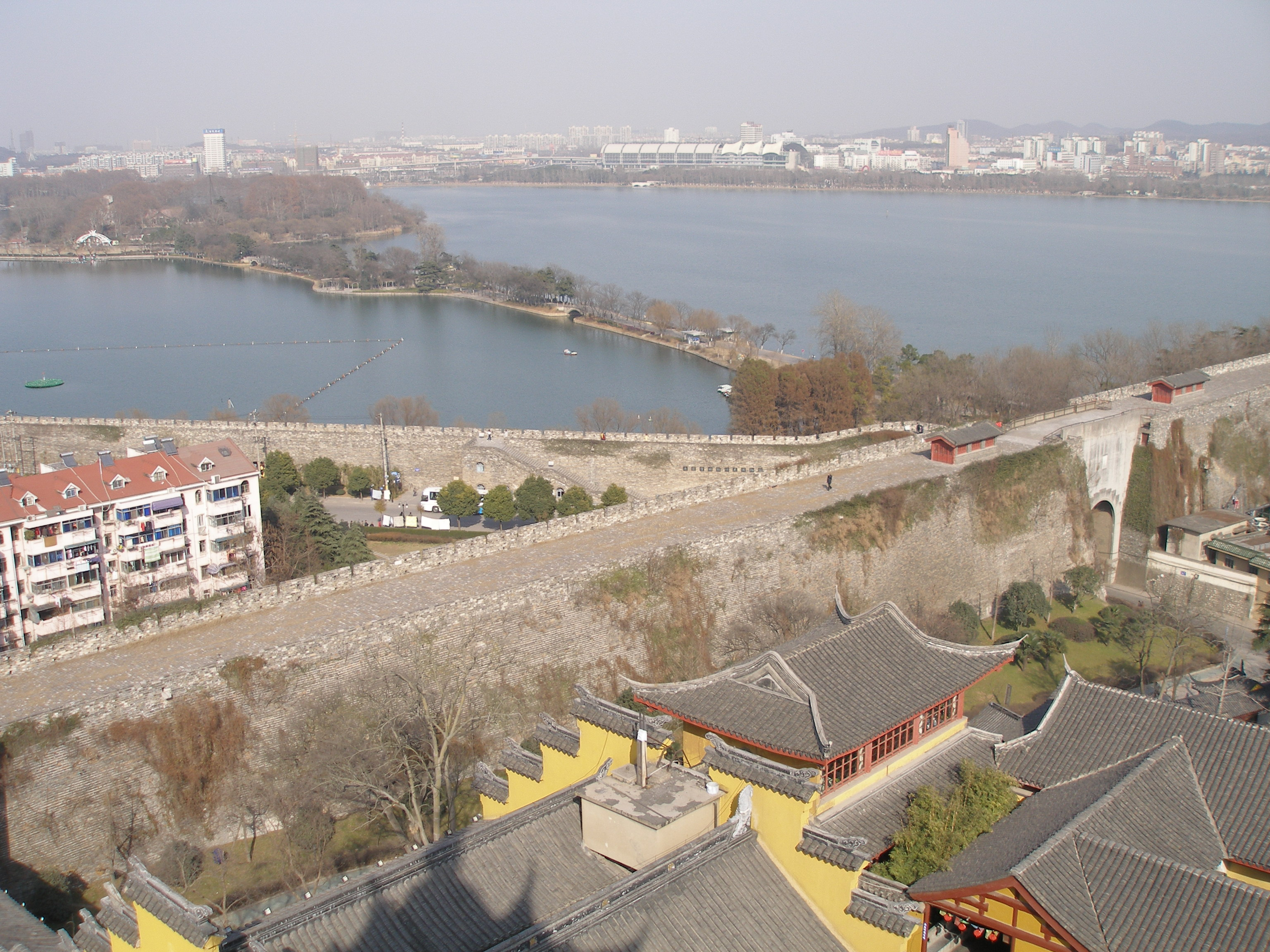
解放门（图右城门）向西（图左下方）延伸的一段明城墙后来被讹传为“台城”

台城是東吳、东晋和南朝等「六朝」的朝廷禁省和皇宫的所在地，位于都城建康城内，遗址在今江苏省南京市。“台”指当时以尚书台为主体的中央政府，因尚书台位于宫城之内，因此宫城又被称作“台城”。台城是晋成帝时在孙吴苑城的基础上营建的，咸和六年（331年）十一月建成。开皇九年（589年）隋军攻入台城灭亡了陈朝，将建康的宫苑荡平为耕地。五代时的杨吴在建康城故址之上营建了金陵城，台城遗迹从此湮没了。
现在所称的“台城”，即赘城，位于南京城内北极阁北麓、玄武湖以南，是从解放门向西延伸出的一段城墙。中国学界一般认为是南京明城墙废置部分。推测朱元璋筑应天府城时，原计划将这段城墙向西修至鼓楼岗并与石头城相接，后来在洪武十九年（1386年）“新筑后湖城”，这一段城墙便遭废弃。这段城墙以条石为城基，城基之上用明初烧制的城砖包砌，长253.15米、高20.16米（其中条石城基高7.36米、城砖部分高18米），西端宽9.8米，东端宽10.3米。后人多将这段城墙附会为六朝时的台城，并讹传至今。1982年，这一段城墙被以“台城”之名列为南京市文物保护单位。现在这段城墙及邻近城墙上设有南京市明城垣史博物馆。

## 六朝台城
台城原址是三国时孙吴都城建业城内的苑城。司马睿南渡建康（即建业），建立了东晋。晋成帝时，建康宫室在苏峻之乱中被毁。战乱平息之后的咸和五年（330年）九月，晋成帝命令尚书右仆射王彬在苑城旧址上营建新的宫城，次年十一月新宫建成，命名为建康宫、又名显阳宫。晋孝武帝太元三年（378年），谢安主持将台城彻底改建，此后两百余年直到陈朝灭亡，除了后宫园囿内的建设，台城的规模制度基本保持不变。
东晋时台城共开五门，南面为大司马门和南掖门（后曾改名为阊阖门、端门、天门），东、西、北面各有一座掖门。南朝宋时在南面两侧各开一门，即东掖门和西掖门，并将东晋时的原东掖门改名万春门（南朝梁时改名东华门）、原西掖门改名千秋门（梁时改名西华门）、原北掖门改名承明门（南朝齐时复名北掖门，又名平昌门）。梁时在台城北面西侧新开大通门。至此台城共设八门。
大司马门内的太极殿是台城的正殿，用于举行隆重典礼。太极殿规模宏大，高八丈、长二十七丈、广十丈，初为十二间，象征一年的十二个月。太极殿两翼设太极东堂和太极西堂，各七间，是皇帝日常议政、筵宴、延见、起居的所在。太极殿与附近的中书省、门下省都属于“禁省”范围。梁武帝时国力强盛，于是大修宫室，将太极殿扩为13间，以契合闰月之数，并在太极殿和东西两堂内铺砌花纹锦石。台城原本无阙，天监七年（508年）梁武帝命卫尉卿丘仲孚在大司马门外建石阙一对，命名为“神龙”、“仁虎”。据记载，双阙的趺座高7尺，阙身则高5丈、长3丈6尺、厚7丈5尺，石阙上镌刻珍禽异兽，“穷极壮丽，冠绝古今”。
隋灭陈之后，建康城被下令平毁，原来的绮丽宫室都化为废墟。此后多有文人以台城与南朝的兴废为题怀古咏史，唐朝诗人韦庄曾有《台城》诗云：“江雨霏霏江草齐，六朝如梦鸟空啼。无情最是台城柳，依旧烟笼十里堤。”到了唐朝之后的五代十国，杨吴在建康故址上兴建金陵城，台城遗迹就此彻底湮没地下。
台城湮没之后，宫城的具体范围一直不明。明清史料记载“珍珠河正在（台城）宫内”、在“玄津桥大街以北”。朱偰在1936年出版的《金陵古迹图考》中提出台城的四界分别是：南至干河沿、北至鸡鸣寺前、西至中山路西、东近成贤街，这种说法的影响相当大。同时，他指赘城即是六朝都城——建康城北墙。后来又有学者将台城的范围进一步限定在今东南大学一带，即：北起北京东路、南至珠江路、东至珍珠河、西至进香河。2001年，南京市博物馆王志高等人对这一带多处工地进行了考古发掘，然而没有发现任何与六朝宫城相称的遗存。此后，他们在《景定建康志》中发现“古台城”被标注在南宋建康府城内东北方位，于是确定台城核心区应在大行宫及南京总统府一带。从2002年至2008年，他们对这一地区的20多个地点进行了考古发掘，发现多条六朝时期的高等级道路、城墙等建筑遗址和大量瓦当、瓷器等精美遗存。其中，在利济巷西侧工地发现了一段宽25米的城墙体，经确认为台城东侧城墙；在游府西街小学的发掘确定了台城南界；在南京图书馆新馆工地发现了台城第三重城垣的东南角；在邓府巷东侧工地发现南北走向的夯筑城垣遗迹和城垣外侧宽约18.5米的城壕，确定了台城西界。至此，台城的东、南、西三界都被确定。考古发掘表明，六朝台城大致为长方形，其纵轴方向为北偏东25度，是一座“倾斜的皇城”。